# Porte Sainte-Quitterie
La porte Sainte-Quitterie (ou Porte de la Prison) est un ouvrage fortifié situé sur la commune de Sarrancolin, dans les Hautes-Pyrénées, en France.

## Histoire
La tour est inscrite au titre des monuments historiques le 29 décembre 1941.

## Présentation
Datée du 2e quart du XVIe siècle, cette tour est la seule porte encore debout de l'ancienne fortification de Sarrancolin qui ceinturait la ville jusqu'au XVIIIe siècle. Aux points cardinaux de la ville, des portes assuraient la communication avec l'extérieur : la porte Saint-Antoine au nord, la porte de la Neste à l'est face au pont d'Ilhet, la porte du vivier à l'ouest et enfin la porte Sainte-Quitterie au sud.